# Făgărașdal
Het Făgărașdal (Roemeens: Depresiunea Făgărașului) is een dal in Transsylvanië, centraal Roemenië. Het dal begrenst de Zevenburgse Alpen (specifieker: Făgărașgebergte) in het zuiden, en het Hârtibaciuplateau (Podișul Hârtibaciului) in het noorden. De Oltrivier heeft het dal gevormd. 
In het dal liggen de steden Făgăraș en Avrig.
Het Sibiudal (ten westen) en het Perșanigebergte (ten oosten) grenzen het Făgărașdal.